# Şevki Çınar
Şevki Çınar (* 6. Juli 1995 in Denizli) ist ein türkischer Fußballspieler.

## Karriere

### Verein
Çınar wurde 1995 in Denizli geboren und fing mit dem Fußballspielen im Alter von zwölf Jahren in der Jugendabteilung von Denizlispor an. Seitdem ist der talentierte Spieler dem Verein, mit einer kurzen Unterbrechung, treu geblieben und bekam 2013 seinen ersten Lizenzvertrag im Alter von 18 Jahren.
Sein Profidebüt gab er am 25. August 2013, als er in der Zweitligabegegnung am zweiten Spieltag gegen 1461 Trabzon in der 71. Spielminute eingewechselt wurde. In seinem ersten Spiel erzielte er in der Nachspielzeit der zweiten Halbzeit sein erstes Tor zum 2:0, welches auch gleichzeitig der Endstand war.
Nach 84 Einsätzen und sechs Toren in der Meisterschaft wurde Çınar für die Rückrunde der Saison 2017/18 an den Drittligisten Kastamonuspor 1966 ausgeliehen, wo er jedoch nur fünfmal eingesetzt wurde.
Zur Saison 2018/19 wechselte Çınar von Denizlispor zu Altınordu Izmir. Er wurde jedoch unmittelbar an Niğde Belediyespor ausgeliehen, damit er in der dritten Liga Spielpraxis sammeln kann.

### Nationalmannschaft
Çınar wurde 2013 im Rahmen der Qualifikation zur U-19-Europameisterschaft erstmals in die türkische U-19-Nationalmannschaft berufen und auch eingesetzt. Insgesamt kommt er auf neun Einsätze in der türkischen U-19-Mannschaft (inklusiv der Freundschaftsspiele).